# Ligne de tramway 313
La ligne 313 une ancienne ligne de tramway vicinal de la Société nationale des chemins de fer vicinaux (SNCV) qui reliait Jodoigne à Wavre entre 1887 et 1956.

## Histoire
29 avril 1887 : concession du capital 14 « Wavre - Jodoigne ».
1er octobre 1887 : mise en service en traction vapeur entre la gare de Wavre et la station vicinale d'Archennes (nouvelle section, capital 14) ; exploitation par la SA pour l'Exploitation des chemins de fer vicinaux (ECFV).
7 novembre : prolongement vers la station vicinale de Grez-Doiceau (nouvelle section, capital 14).
15 mars 1889 : mise en service de la section Roux-Mirroir - Jodoigne Gare (nouvelle section, capital 14), la ligne est exploitée en deux sections.
12 septembre : mise en service de la section Grez-Doiceau Station - Roux-Mirroir (nouvelle section, capital 14), la ligne est exploitée d'un seul tenant.
1920 : reprise de l'exploitation par la SNCV.
1er avril 1956 : suppression (voyageurs).
1er juin 1960 : suppression (fret).

## Infrastructure

### Dépôts et stations
Nom : (gare) : quand le dépôt ou la station est accolé ou proche d'une gare.
Type : D : dépôt , S : station , Sf : si la station sert de gare douanière à la frontière , Sp : si la station est établie dans un bâtiment privé le plus souvent un café ou plus rarement une habitation privée.
| Illustration | Nom             | Type | Commune               | Localisation                | État            | Remarques |
| ------------ | --------------- | ---- | --------------------- | --------------------------- | --------------- | --------- |
|              | Archennes       | D    | Archennes             | 50° 44′ 52″ N, 4° 41′ 22″ E | Hors service.   |           |
|              | Dongelberg      | S    | Dongelberg            | 50° 41′ 41″ N, 4° 48′ 55″ E | Hors service    |           |
|              | Grez-Doiceau    | S    | Grez-Doiceau          | 50° 44′ 13″ N, 4° 42′ 08″ E | Hors service    |           |
|              | Jodoigne (gare) | D    | Jodoigne              | 50° 43′ 35″ N, 4° 52′ 40″ E | En service TEC. |           |
|              | Longueville     | S    | Longueville           | 50° 42′ 33″ N, 4° 44′ 37″ E | Hors service    |           |
|              | Roux-Miroir     | S    | Incourt (Roux-Miroir) | 50° 42′ 28″ N, 4° 47′ 27″ E | Hors service    |           |

## Exploitation

### Horaires
Tableaux : 313 (1931).